# 陳霈錤
陳霈錤（英語：Hera Chan，1998年4月1日—），香港女藝人，為《2023香港小姐競選》五強佳麗。

## 簡歷

### 早年生活
陳霈錤擁有香港大學文科碩士文憑。

### 參加選美
陳霈錤於2023年參加《2023香港小姐競選》，她表示參選《香港小姐競選》為自小的夢想，故決定辭職參選，最終於8月27日舉行的決賽晉身最後五強。決賽後，陳霈錤的賽果引起香港及內地網民熱烈討論，當中「香港小姐10號 意難平」更一度登上微博熱搜第一名位置。

## 外部連結
- 陳霈錤的Instagram帳戶
- 陳霈錤的新浪微博
- 2023香港小姐競選佳麗檔案 - 陳霈錤 Hera （页面存档备份，存于） （tvb.com）